# 一條龍學校
一條龍學校是指中學和小學一起合作，讓小學畢業生能升上與其合作之中學，令學生及家長不必掛龍尾，免除小學升中學時必須轉換學校或等抽籤的疑慮。近年香港進行教育改革，並推行這個計劃。推行此制度者為教育統籌委員會前主席梁錦松。同一時期推行的制度包括小學「有兄姊就讀弟妹必收」，造成有家長為了小兒子能入讀心儀學校不惜要求學校強行將大兒子留級的事件。

## 背景
「一條龍」辦學模式是教育統籌委員會在二零零零年九月發表 的《香港教育制度改革建議》報告書中提出的其中一項改革建議，該建議在同年十月的行政長官施政報告中已獲政府接納。